# فاطمة رشدي
فاطمة رشدي (15 نوفمبر 1908 - 23 يناير 1996)، ممثلة مصرية قدمت العديد من المسرحيات والأفلام تنقلت بين عدد من الفرق المسرحية وكونت فرقة مسرحية خاصة بها، اسمها فرقة فاطمة رشدي المسرحية، من أهم مسرحياتها النسر الصغير والصحراء والحرية والقناع الأزرق ومرامار وبين القصرين ومن الأفلام ثمن السعادة الطريق المستقيم ومدينة الغجر والعزيمة والجسد.

## عن حياتها
نشأت وترعرعت في الفن منذ طفولتها وحتى شيخوختها، من رائدات المسرح والسينما المصرية وقامت بالتأليف والإخراج والتمثيل، على المسرح والسينما، كما كانت صاحبة فرقة مسرحية وهي فرقة فاطمة رشدي تركت تراثًا فنيًا لا يمكن إنكاره، وعاصرت عمالقة المسرح والسينما المصريين من جيل الرواد من عشاق الفن، وقد لقبت فاطمة رشدي (سارة برنار الشرق) وكان لديها هوَس وحب وولاء منقطع النظير لفن التمثيل في تلك الفترة المبكرة.

### بدايتها
ولدت فاطمة رشدي في بالإسكندرية وأخواتها فنانات أيضا وهن رتيبة وإنصاف رشدي، بدأت فاطمة رشدي حياتها الفنية مبكرًا جدًا، عندما كانت في التاسعة أو العاشرة من عمرها عندما زارت فرقة أمين عطا الله حيث كانت تغنّي أختها، وأسند إليها أمين عطا الله دورًا في إحدى مسرحياته، كما كانت تؤدي أدوار غنائية ثانوية في بدايتها، وظهرت على المسرح مع فرقة عبد الرحمن رشدي، ثم انضمت بعد ذلك إلى فرقة الجزايرلي. ثم تعرفت بعزيز عيد فلقنها دروسا في القراءة والكتابة وأصول التمثيل وانتقلت بين مسارح روض الفرج - حيث كانت تشهد تلك المنطقة الشعبية نهضة فنية واسعة واخرجت الكثير من رواد الفن التمثيلي في مصر - فعملت في مسرح روز اليوسف ثم في فرقة رمسيس وصارت بطلة للفرقة.

### فاطمة رشدي وسيد درويش
وعندما شاهدها المطرب سيد درويش عام 1921 دعاها للعمل بفرقته التي كونها بالقاهرة.فبدأت حياتها الفنية في فريق الكورس والإنشاد مع سيد درويش ونجيب الريحاني.

### فاطمة رشدي وعزيز عيد
وفي عام 1923 التقى بها رائد فن المسرح عزيز عيد الذي توسّم فيها الموهبة والقدرات الفنية الكامنة، فضمها إلى فرقة يوسف وهبي بمسرح رمسيس، وتعهّدها بالمران والتدريب وعلمها التمثيل، كما أوكل مهمة تلقينها قواعد اللغة العربية إلى مدرس لغة عربية. ثم تزوجها بعد ذلك لتصبح نجمة فرقة رمسيس المسرحية.
وفي عام 1924 أتيح لفاطمة رشدي بفضل ذلك الدعم الكبير القيام بأدوار البطولة في عدة مسرحيات من بينها: (الذئاب - الصحراء - القناع الأزرق -الشرف - ليلة الدخلة - الحرية - النزوات)

### مسرحية النسر الصغير
ومن ذلك مسرحية «النسر الصغير» لمؤلفها أدمون روستان، وقام بتعريبها كل من عزيز عيد والسيد قدري، وقام بدور البطولة فيها فاطمة رشدي وعزيز عيد وقدم لها الكاتب الناقد السوري سامي الشمعة للتعريف بالمسرحية بقوله:«وإننا لنرجو أن يقبل الشباب على روايات فاطمة رشدي العظيمة وهي فرصة لا يجدر بهم إضاعتها وهم يرون فيها أميرين من أمراء الفن))» .
ويقول أيضًا الناقد سامي الشمعة عن الديكور في تلك المسرحية: «يدهشنا جداً أن نرى أن هذا الاستعداد العظيم في مسرح فاطمة رشدي فقد بلغت زينة رواية النسر الصغير) لا حد الإتقان فقط بل حد الكمال، فقد كنا ننتقل من بهو إلى بهو، في قصر شامبرون، فنرى كل شيء ملكياً إلا المقاعد) وكل شيء يفتن الناظر وينقله إلى عالم العظمة والجلال))» 
وهي المسرحية التي قدمتها الفنانة العالمية سارة برنار لأول مرة، ومن هنا حصلت فاطمة رشدي على لقبها «سارة برنار مصر»

### زيارتها للعراق
زارت فرقة فاطمة رشدي وعزيز عيد العراق شأنها في ذلك شأن العديد من الفرق المعروفة في هذا الوقت ومنها: فرقة جورج أبيض التي زارت بغداد عام 1926 وكذلك فرقة يوسف وهبي وفرقة فاطمة رشدي وعزيز عيد عام 1929، وقد أُعدَّ لهم مسرح لهذا الغرض في البصرة وفي شارع أبو الأسود الدؤلي. ولكن المكان قد تهدّم» 
وقد كانت لتلك الزيارات أثر على المسرح العراقي في تلك الفترة ومن ذلك التحاق عميد المسرح العراقي حقي الشبلي بفرقة فاطمة رشدي ويسافر معها إلى مصر ليتدرب ليستفيد من التجربة المصرية في ذلك الوقت 
فقد كانت الفرقة بحاجة لممثلين عراقيين، وقد اقتنع كل من عزيز عيد وفاطمة رشدي بموهبته الفنية، فاتفقا على انضمام الشبلي رسميا للفرقة بعد أن سعت فاطمة رشدي وتوسّطت عند الملك فيصل الأول شخصيا بالموافقة للسفر معها إلى القاهرة لزيادة خبرته وصقل موهبته وعلى حسابها الخاص، وبالفعل غادر الشبلي بغداد باتجاه القاهرة، سنة كاملة كان هناك محط اهتمام ورعاية الفنانة فاطمة رشدي. 
قدمت هناك العديد من المسرحيات على رأسها مصرع كليوباترا لأحمد شوقي وأسرت قلوب الناس في هذا الدور.

### زيارتها لبيروت
وبعد ذلك ذهبت فاطمة رشدي إلى إلى بيروت سنة 1929م، ولقيت إقبالاً كبيراً من جانب محبيها ولقّبت بصديقة الطلبة، وأقام لها الطلبة في أيار حفلة تكريميّة في فندق رويال، تحدث فيها كنعان خطيب وأحمد دمشقية وتقي الدين الصلح وإبراهيم رشدي وإبراهيم طوقان وخليل تقي الدين.
قدمت فرقة فاطمة رشدي على مسرح صالة الأمبير عدة مسرحيات منها:
- النسر الصغير
- غادة الكاميليا
- جان دارك
- السلطان عبد الحميد
- يوليوس قيصر

وقدمت في الهواء الطلق على سطح الباريزيانا المسرحية الشهيرة مصرع كليوباترا لأمير الشعراء أحمد شوقي، كما قدمت مسرحية (العواصف) من تأليف أنطوان يزبك وكانت المسرحية عبارة عن عرض لبعض الأخلاق والعادات بالنقد والتحليل، وتدور حول نزاع يثور في قلب امرأة بين رجلين أو عاطفتين، تنتقد خلالها فكرة الشخص الثالث (المحلل).

### انفصالها عن عزيز عيد وتكوين فرقة فاطمة رشدي
ثم انفصلت فاطمة رشدي عن عزيز عيد بسبب غيرته الشديدة وبانفصالها عنه انفصلت عن مسرح رمسيس، وكونت بعدها فرقتها المسرحية الخاصة الشهيرة التي حملت اسمها وقدمت 15 مسرحية في سبعة أشهر، والتي اخرجت نجوماً مثل محمود المليجي ومحمد فوزي الذي كان يلحن المونولوجات التي تقدم بين فصول المسرحيات.
قدّمت فرقة فاطمة رشدي العديد من النصوص المترجمة والمقتبسة بالإضافة إلى بعض المؤلفات المحلية وفي مقدمتها مسرحيات أحمد شوقي

### بداية الأعمال السينمائية
وتخفق في أول تجربة سينمائية لها مع بدر لاما في فيلم «فاجعة فوق الهرم» (1928) والذي قوبل بهجوم كبير نالته من الصحافة لضعف مستواه من وجهة نظر النقاد في ذلك الوقت، ولولاها لمني الفيلم بخسارة فادحة. ثم أقنعها المخرج وداد عرفي بأن يخرج لها فيلم «تحت سماء مصر»/ «تحت ضوء الشمس» ؟ لكنها أحرقته لأنه كان أقل مستوى من الفيلم السابق.
انصرفت بعدها إلى المسرح ولعدة مواسم ثم زاوجت بينه وبين السينما.وكانت عودتها إلى الشاشة بفيلم «الزواج» والذي عرض (1933)، كمؤلفة ومخرجة وممثلة، ومثل أمامها فيه محمود المليجي - في أول أدواره السينمائية - ويروي الفيلم قصة الفتاة المغلوبة على أمرها والتي زوجها أبوها على غير ما تهوى فكانت نهايتها الموت.
ثم فيلم «الهارب» مع بدر لاما، و«ثمن السعادة»، ثم فيلمها الهام مع كمال سليم رائد الواقعية المصرية «العزيمة». حاز الفيلم على نجاح كبير، فيما فشل فيلمه «إلى الأبد». بعد ذلك شاركت في فيلم «العامل» و«الطريق المستقيم» (مع يوسف وهبي بك) وتتالت أفلامها بعد ذلك وهي: «بنات الريف»، «مدينة الغجر»، «غرام الشيوخ»، «الريف الحزين»، «عواصف»، «الطائشة»، «دعوني أعيش»، «الجسد».

### في المسرح العسكري
انضمت فاطمة رشدي إلى المسرح العسكري وأدت العديد من البطولات المسرحية، وأخرجت مسرحية «غادة الكاميليا»، ثم انضمت للمسرح الحر عام 1960 وقدمت مسرحيات الكاتب الكبير نجيب محفوظ «بين القصرين»، ثم «ميرامار» عام 1969.

## أعمالها الفنية

### أهم مسرحياتها (غير مرتبة بالترتيب الزمني)
- «زقاق المدق» -أولي رواية لنجيب محفوظ - قدمت فوق خشبة «المسرح الحر» بدار الأوبرا في أكتوبر عام 1958 أعدتها للمسرح أمينة الصاوي وأخرجها كمال ياسين، تمثيل: «فاطمة رشدي، كمال ياسين، محمد رضا، عبد المنعم مدبولي، وسهير المرشدي في بعض الليالي»
- «بين القصرين» - أولى أجزاء ثلاثية نجيب محفوظ - إعداد أمينة الصاوي- إخراج صلاح منصور، بطولة: محمد أباظة، وفاطمة رشدي، وأمال زايد، وميمي جمال في بداياتها» عام 1960 وكان أحد أسباب الجذب الجماهيري لهذا العرض هو اشراكهم لفاطمة رشدي بعد انقطاع طويل عن التمثيل.

| - النسر الصغير - الذئاب - الصحراء - القناع الأزرق - الشرف - ليلة - الدخلة - الحرية - ميرمار | - غادة الكاميليا - جان دارك - السلطان عبد الحميد - يوليوس قيصر - مصرع كليوباتره - العواصف - النزوات - قصر الشوق - زقاق المدق |

_ كما قدمت مجموعة كبيرة من المسرحيات التي تعدت200 مسرحية.

### أفلامها
- فاجعة فوق الهرم (1928)
- تحت سماء مصر (1928)
- الزواج والذي عرض (1933)
- «الهارب»
- «ثمن السعادة»
- العزيمة: تمثيل: حسين صدقي، أنور وجدي، ماري منيب، فاطمة رشدي، عباس فارس، زكي رستم - إخراج: كمال سليم - أبيض وأسود، سنة الإنتاج 1939
- «إلى الأبد» (1941)
- «العامل» (1943)
- «الطريق المستقيم» (1944): تمثيل يوسف وهبي، أمينة رزق، فردوس محمد، فاطمة رشدي - وفيه تلعب فاطمة رشدي دور امرأة لعوب توقع الرجال الأثرياء في حبائلهاوتنجح في إغواء يوسف وهبي عن «الطريق المستقيم» وتحوله من إنسان شريف إلى مجرم إلى أن يلقى مصرعه في النهاية.
- بنات الريف (1945)
- مدينة الغجر (1945)
- غرام الشيوخ (1946)
- عواصف (1946)
- الطائشة (1946)
- الريف الحزين (1948)
- دعوني أعيش: تمثيل: ماجده، كمال الشناوي، شكري سرحان، فاطمة رشدي - إخراج: أحمد ضياء الدين -أبيض وأسود، سنة الإنتاج: 1955
- الجسد: تمثيل: كمال الشناوي، هند رستم، حسين رياض، سراج منير، فاطمة رشدي، محمد صبيح - إخراج: حسن الإمام - إنتاج: : حسن الإمام، أبيض وأسود، سنة الإنتاج 1955

### زيجاتها
بعد انفصالها عن عزيز عيد تزوجت من المخرج كمال سليم الذي اسند إليها أهم أدوارها وهو دورها في فيلم العزيمة كما تزوجت المخرج محمد عبد الجواد وعاشت بعيدًا عن الأضواء لسنوات طويلة ثم تزوجت رجل أعمال من الصعيد، ثم تزوجت عام 1951 من ضابط بوليس.

### مذكرات فاطمة رشدي
وقد صدرت مذكرات ممثلة المسرح الأولى فاطمة رشدي في 128 صفحة من تأليف محمد رفعت في جزء واحد، الناشر: مؤسسة عز الدين.

### التكريم
أطلق اسم فاطمة رشدي على أحد شوارع القاهرة الكبرى بمنطقة الهرم (شارع فاطمة رشدي) - الجيزة إحياءً لذكراها واعترافًا بفضلها.

### النهاية
اعتزلت الفن في أواخر الستينات. وانحسرت الأضواء عنها مع التقدم في السن وضياع الصحة والمال وكانت تعيش في أواخر أيامها في حجرة بأحد الفنادق الشعبية في القاهرة، إلى أن كشفت جريدة الوفد المصرية المعارضة عن حياتها البائسة التي تعيشها، ثم تدخل الفنان فريد شوقي لدى المسؤولين لعلاجها على نفقة الدولة وتوفير المسكن الملائم لها وتم ذلك بالفعل، فقد حصلت على شقة، إلا أن القدر لم يمهلها لتتمتع بما قدمته لها الدولة، لتموت وحيدة تاركة ورائها ثروة فنية عملاقة تزيد عن 100/ 200 مسرحية و16 فيلمًا سينمائيًا، وحياة عاشتها طولا وعرضًا عاصرت خلالها جيل من عمالقة المسرح ورواد السينما وتوفيت في 23 يناير 1996 الموافق 3 رمضان عام 1416 هـ عن عمر يناهز 87 عامًا.